# Стејџкоуч (Невада)
Стејџкоуч (енгл. Stagecoach) насељено је место без административног статуса у америчкој савезној држави Невада.

## Демографија
По попису из 2010. године број становника је 1.874.
| Група             | 2000.    | 2010.         |
| Белци             | 0 (0,0%) | 1.600 (85,4%) |
| Афроамериканци    | 0 (0,0%) | 7 (0,4%)      |
| Азијати           | 0 (0,0%) | 13 (0,7%)     |
| Хиспаноамериканци | 0 (0,0%) | 157 (8,4%)    |
| Укупно            | 0        | 1.874         |